# 黑石里站
黑石里站（：／ Heukseok-ri yeok */?）是湖南線沿線的一座鐵路車站，位於韓國大田广域市西區杞城洞。

## 历史
- 1945年6月1日 - 落成使用。

## 相鄰車站
韩國鐵道公社
湖南線
佳水院－黑石里－雞龍